# Wielersport op de Paralympische Zomerspelen 2008

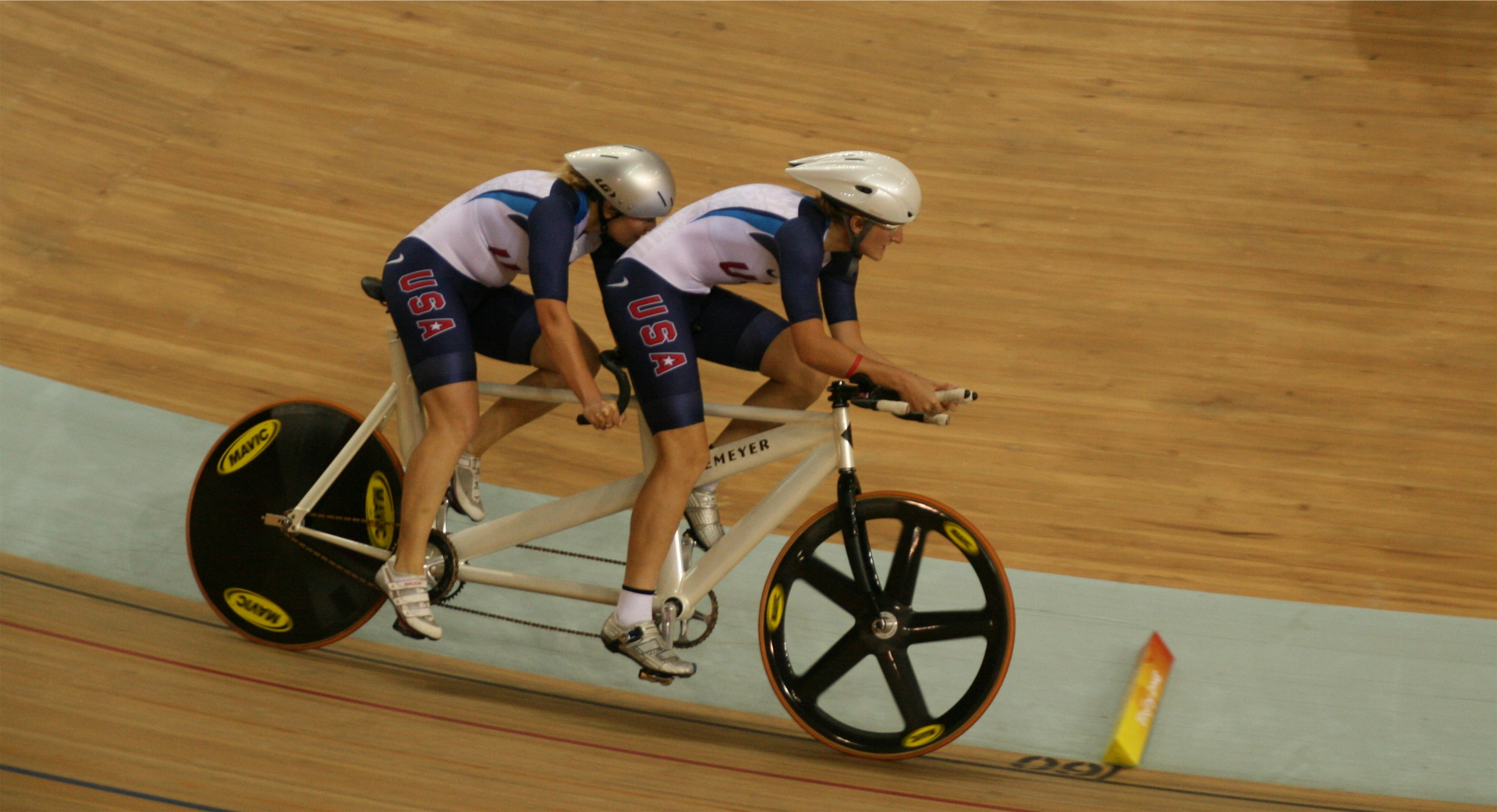
Whitsell en Woodring in actie tijdens de Paralympische Zomerspelen 2008

Op de XIIIe Paralympische Spelen die in 2008 werden gehouden in het Chinese Peking was judo een van de 20 sporten die werd beoefend.
Voor België waren er geen judoka's aanwezig bij tijdens dit paralympische toernooi.

## Evenementen
Net als bij het gewone wielrennen zijn er voor individuen en teams onderdelen met sprints, individuele achtervolgingen, de tijdrit op de baan en de wegwedstrijd en tijdrit op de weg.
In totaal zijn er 44 onderdelen op de Paralympics in 2008.
Dertig onderdelen zijn er voor de mannen, twaalf voor vrouwen en twee zijn gemengd. 21 onderdelen hebben plaats op de baan, 23 op de weg.
Baan (21)
- mannen, tijdrit, 1 km (6): LC1, LC2, LC3/4, CP3, CP4, B/VI
- mannen, achtervolging (7): LC1, LC2, LC3, LC4, CP3, CP4, B/VI
- mannen, tandemsprint (1): B/VI
- mannenteam, sprint (1): LC1-LC4/CP3-CP4c
- vrouwen, tijdrit, 500 m (2): LC1/LC2/CP4, LC3/LC4/CP3
- vrouwen, tijdrit, 1 km (1): B/VI
- vrouwen, achtervolging (3): LC1/LC2/CP4, LC3/LC4/CP3, B/VI

Weg (23)
- mannen, wegwedstrijd (5): LC1/LC2/CP4, LC3/LC4/CP3, B/VI, HC B, HC C
- mannen, tijdrit (10): LC1, LC2, LC3, LC4, CP3, CP4, HC A, HC B, HC C, B/VI
- vrouwen, wegwedstrijd (2): B/VI, HC A/HC B/HC C
- vrouwen, tijdrit (4): LC1/LC2/CP4, LC3/LC4/CP3, B/VI, HC A/HC B/HC C
- gemengd, wegwedstrijd (1): CP1/ CP2
- gemengd, tijdrit (1): CP1/CP2

## Mannen

### Baan

#### Team
| \| Rank \| Land \| Tijd \| \| ---- \| ------------------- \| ------ \| \| 1 \| Verenigd Koninkrijk \| 49.561 \| \| 2 \| China \| 51.233 \| \| 3 \| Tsjechië \| 52.889 \| |                     |        |
| Rank | Land                | Tijd   |
| 1 | Verenigd Koninkrijk | 49.561 |
| 2 | China               | 51.233 |
| 3 | Tsjechië            | 52.889 |

#### Tandem
| Klasse   | Evenement     | Tijd     | land | Goud                         | land | Zilver                         | land | Brons                               |
| -------- | ------------- | -------- | ---- | ---------------------------- | ---- | ------------------------------ | ---- | ----------------------------------- |
| B VI 1-3 | tijdrit, 1 km | 1:02.864 | GBR  | Anthony Kappes Barney Storey | AUS  | Ben Demery Shaun Hopkins       | AUS  | Kieran Modra Tyson Lawrence         |
| B VI 1-3 | achtervolging | 4:18.961 | AUS  | Kieran Modra Tyson Lawrence  | ESP  | Christian Venge David Llaurado | CAN  | Daniel Chalifour Alexandre Cloutier |
| B VI 1-3 | tandemsprint  | 10.536   | GBR  | Anthony Kappes Barney Storey | AUS  | Ben Demery Shaun Hopkins       | RSA  | Gavin Kilpatrick Michael Thomson    |

#### Tweewielers
| Klasse | Evenement     | Tijd     | land | Goud              | land | Zilver          | land | Brons             |
| ------ | ------------- | -------- | ---- | ----------------- | ---- | --------------- | ---- | ----------------- |
| CP3    | tijdrit, 1 km | 1:08.668 | GBR  | Darren Kenny      | GBR  | Rik Waddon      | CZE  | Tomas Kvasnicka   |
| CP4    | tijdrit, 1 km | 1:08.771 | JPN  | Masashi Ishii     | CZE  | Jiri Bouska     | AUS  | Christopher Scott |
| LC1    | tijdrit, 1 km | 1:08.873 | GBR  | Mark Bristow      | CHN  | Kuidong Zhang   | GER  | Wolfgang Sacher   |
| LC2    | tijdrit, 1 km | 1:05.466 | GBR  | Jody Cundy        | CZE  | Jiri Jezek      | CHN  | Yuanchao Zheng    |
| LC3-4  | tijdrit, 1 km | 1:14.936 | GBR  | Simon Richardson  | JPN  | Masaki Fujita   | AUS  | Greg Ball         |
| CP3    | achtervolging | 3:36.875 | GBR  | Darren Kenny      | KOR  | Yong Sik Jin    | CAN  | Jean Quevillon    |
| CP4    | achtervolging | 3:40.144 | AUS  | Christopher Scott | JPN  | Masashi Ishii   | ESP  | Cesar Neira       |
| LC1    | achtervolging | 4:40.648 | AUS  | Michael Gallagher | GER  | Wolfgang Sacher | ITA  | Fabio Triboli     |
| LC2    | achtervolging | 4:46.999 | CZE  | Jiri Jezek        | ESP  | Roberto Alcaide | BEL  | Jan Boyen         |
| LC3    | achtervolging | 3:57.510 | GBR  | Simon Richardson  | JPN  | Masaki Fujita   | GER  | Tobias Graf       |
| LC4    | achtervolging | 4:02.782 | ITA  | Paolo Vigano      | GER  | Michael Teuber  | ESP  | Juan Jose Mendez  |

### Weg

#### Tandem
| Klasse   | Evenement    | Tijd     | land | Goud                           | land | Zilver                           | land | Brons                           |
| -------- | ------------ | -------- | ---- | ------------------------------ | ---- | -------------------------------- | ---- | ------------------------------- |
| B VI 1-3 | wegwedstrijd | 2:14:44  | POL  | Andrzej Zajac Dariusz Flak     | FIN  | Jarmo Ollanketo Marko Tormanen   | FRA  | John Saccomandi Olivier Donval  |
| B VI 1-3 | tijdrit      | 32:01.12 | ESP  | Christian Venge David Llaurado | NED  | Alfred Stelleman Jacco Tettelaar | POL  | Artur Korc Krzysztof Kosikowski |

#### Tweewielers
| Klasse    | Evenement    | Tijd     | land | Goud              | land | Zilver             | land | Brons             |
| --------- | ------------ | -------- | ---- | ----------------- | ---- | ------------------ | ---- | ----------------- |
| LC1-2/CP4 | wegwedstrijd | 1:46:03  | ITA  | Fabio Triboli     | FRA  | David Mercier      | AUS  | Michael Gallagher |
| LC3-4/CP3 | wegwedstrijd | 1:37:00  | GBR  | Darren Kenny      | ESP  | Javier Otxoa       | CZE  | Tomas Kvasnicka   |
| CP3       | tijdrit      | 37:26.47 | ESP  | Javier Otxoa      | GBR  | Darren Kenny       | KOR  | Yong Sik Jin      |
| CP4       | tijdrit      | 35:53.98 | ESP  | Cesar Neira       | AUS  | Christopher Scott  | JPN  | Masashi Ishii     |
| LC1       | tijdrit      | 34:41.62 | GER  | Wolfgang Sacher   | AUT  | Wolfgang Eibeck    | ITA  | Fabio Triboli     |
| LC2       | tijdrit      | 33:36.70 | CZE  | Jiri Jezek        | ROU  | Carol Eduard Novak | ESP  | Roberto Alcaide   |
| LC3       | tijdrit      | 38:00.31 | FRA  | Laurent Thirionet | GBR  | Simon Richardson   | JPN  | Masaki Fujita     |
| LC4       | tijdrit      | 38:46.79 | GER  | Michael Teuber    | ESP  | Juan Jose Mendez   | USA  | Anthony Zahn      |

#### Handbikes
| Klasse | Evenement    | Tijd     | land | Goud                | land | Zilver            | land | Brons           |
| ------ | ------------ | -------- | ---- | ------------------- | ---- | ----------------- | ---- | --------------- |
| HC B   | wegwedstrijd | 1:28:25  | SUI  | Heinz Frei          | GER  | Max Weber         | LIB  | Edward Maalouf  |
| HC C   | wegwedstrijd | 1:21:40  | RSA  | Ernst van Dyk       | USA  | Alejandro Albor   | USA  | Oz Sanchez      |
| HC A   | tijdrit      | 29:57.77 | AUT  | Wolfgang Schattauer | SVK  | Rastislav Turecek | FRA  | Alain Quittet   |
| HC B   | tijdrit      | 22:06.23 | SUI  | Heinz Frei          | ITA  | Vittorio Podesta  | LIB  | Edward Maalouf  |
| HC C   | tijdrit      | 20:16.52 | USA  | Oz Sanchez          | ESP  | Jose Vicente Arzo | USA  | Alejandro Albor |

## Vrouwen

### Baan

#### Tandem
| Klasse   | Evenement     | Tijd     | land | Goud                        | land | Zilver                        | land | Brons                               |
| -------- | ------------- | -------- | ---- | --------------------------- | ---- | ----------------------------- | ---- | ----------------------------------- |
| B VI 1-3 | tijdrit, 1 km | 1:09.066 | GBR  | Aileen McGlynn Ellen Hunter | AUS  | Felicity Johnson Katie Parker | AUS  | Lindy Hou Toireasa Gallagher        |
| B VI 1-3 | achtervolging | 3:39.809 | GBR  | Aileen McGlynn Ellen Hunter | AUS  | Lindy Hou Toireasa Gallagher  | USA  | Karissa Whitsell Mackenzie Woodring |

#### Tweewielers
| Klasse    | Evenement      | Tijd     | land | Goud             | land | Zilver             | land | Brons           |
| --------- | -------------- | -------- | ---- | ---------------- | ---- | ------------------ | ---- | --------------- |
| LC1-2/CP4 | tijdrit, 500 m | 34.331   | USA  | Jennifer Schuble | CHN  | Yaping Ye          | CHN  | Jingping Dong   |
| LC3-4/CP3 | tijdrit, 500 m | 43.281   | NZL  | Paula Tesoriero  | GER  | Natalie Simanowski | AUS  | Jayme Paris     |
| LC1-2/CP4 | achtervolging  | 3:36.637 | GBR  | Sarah Storey     | USA  | Jennifer Schuble   | CHN  | Dong, Jingping  |
| LC3-4/CP3 | achtervolging  | 4:15.848 | USA  | Barbara Buchan   | GER  | Natalie Simanowski | NZL  | Paula Tesoriero |

### Weg

#### Tandem
| Klasse   | Evenement    | Tijd     | land | Goud                                | land | Zilver                              | land | Brons                            |
| -------- | ------------ | -------- | ---- | ----------------------------------- | ---- | ----------------------------------- | ---- | -------------------------------- |
| B VI 1-3 | wegwedstrijd | 1:55:35  | BLR  | Iryna Fiadotava Alena Drazdova      | USA  | Karissa Whitsell Mackenzie Woodring | CAN  | Mathilde Hupin Genevieve Ouellet |
| B VI 1-3 | tijdrit      | 36:14.87 | USA  | Karissa Whitsell Mackenzie Woodring | BLR  | Iryna Fiadotava Alena Drazdova      | NZL  | Annaliisa Farrell Jayne Parsons  |

#### Tweewielers
| Klasse    | Evenement | Tijd     | land | Goud           | land | Zilver           | land | Brons           |
| --------- | --------- | -------- | ---- | -------------- | ---- | ---------------- | ---- | --------------- |
| LC1-2/CP4 | tijdrit   | 37:16.65 | GBR  | Sarah Storey   | USA  | Jennifer Schuble | CHN  | Jufang Zhou     |
| LC3-4/CP3 | tijdrit   | 42:28.73 | USA  | Barbara Buchan | USA  | Allison Jones    | NZL  | Paula Tesoriero |

#### Handbikes
| Klasse | Evenement    | Tijd     | land | Goud          | land | Zilver                | land | Brons          |
| ------ | ------------ | -------- | ---- | ------------- | ---- | --------------------- | ---- | -------------- |
| HC A-C | wegwedstrijd | 1:13:00  | GER  | Andrea Eskau  | NED  | Monique van der Vorst | GER  | Dorothee Vieth |
| HC A-C | tijdrit      | 20:57.09 | GBR  | Rachel Morris | NED  | Monique van der Vorst | GER  | Dorothee Vieth |

## Gemengd

### Weg

#### Driewielers
| Klasse | Evenement    | Tijd     | land | Goud        | land | Zilver        | land | Brons           |
| ------ | ------------ | -------- | ---- | ----------- | ---- | ------------- | ---- | --------------- |
| CP1-2  | wegwedstrijd | 45:05    | GBR  | David Stone | RSA  | Riaan Nel     | AUS  | Giorgio Farroni |
| CP1-2  | tijdrit      | 22:14.86 | GBR  | David Stone | GER  | Barbara Weise | CZE  | Marketa Mackova |

## Uitslagen Belgische deelnemers
| Plaats | Evenement                | Klasse    | Naam         | Tijd     |
| ------ | ------------------------ | --------- | ------------ | -------- |
| Brons  | Mannen achtervolging     | LC2       | Jan Boyen    | 4:56.261 |
| 7      | Mannen baan tijdrit 1 km | LC2       | Jan Boyen    | 1:14.881 |
| 10     | Mannen wegwedstrijd      | B VI 1-3  | Marc Eymard  | 2:23:17  |
| 10     | Mannen wegwedstrijd      | B VI 1-3  | Yves Godimus | 2:23:17  |
| 4      | Mannen wegwedstrijd      | LC1-2/CP4 | Jan Boyen    | 1:46:03  |
| 12     | Mannen weg tijdrit       | B VI 1-3  | Marc Eymard  | 33:58.30 |
| 12     | Mannen weg tijdrit       | B VI 1-3  | Yves Godimus | 33:58.30 |
| 4      | Mannen weg tijdrit       | LC2       | Jan Boyen    | 35:39.55 |

## Uitslagen Nederlandse deelnemers
| Plaats | Evenement                | Klasse   | Naam                  | Tijd           |
| ------ | ------------------------ | -------- | --------------------- | -------------- |
| 9      | Mannen achtervolging     | B VI 1-3 | Alfred Stelleman      | 4:40.432       |
| 9      | Mannen achtervolging     | B VI 1-3 | Jacco Tettelaar       | 4:40.432       |
| 12     | Mannen baan tijdrit 1 km | B VI 1-3 | Alfred Stelleman      | 1:09.077       |
| 12     | Mannen baan tijdrit 1 km | B VI 1-3 | Alfred Stelleman      | 1:09.077       |
|        | Mannen wegwedstrijd      | B VI 1-3 | Alfred Stelleman      | Niet Gefinisht |
|        | Mannen wegwedstrijd      | B VI 1-3 | Jacco Tettelaar       | Niet Gefinisht |
| 10     | Mannen wegwedstrijd      | CP1-2    | Mark Homan            | 1:03:27        |
| Zilver | Vrouwen wegwedstrijd     | HC A-C   | Monique van der Vorst | 1:13:00        |
| 5      | Vrouwen wegwedstrijd     | HC A-C   | Laura de Vaan         | 1:17:12        |
| 7      | Mannen wegwedstrijd      | HC C     | Don van der Linden    | 1:31:48        |
| Zilver | Mannen weg tijdrit       | B VI 1-3 | Alfred Stelleman      | 32:28.15       |
| Zilver | Mannen weg tijdrit       | B VI 1-3 | Jacco Tettelaar       | 32:28.15       |
| 4      | Mannen weg tijdrit       | CP1-2    | Mark Homan            | 24:01.26       |
| Zilver | Vrouwen wegwedstrijd     | HC A-C   | Monique van der Vorst | 23:40.64       |
| 7      | Vrouwen weg tijdrit      | HC A-C   | Laura de Vaan         | 25:15.15       |
| 8      | Mannen weg tijdrit       | HC C     | Don van der Linden    | 22:31.28       |